# Henri Christiné
Henri Christiné (Ginevra, 27 dicembre 1867 – Nizza, 25 novembre 1941) è stato un compositore francese di origini svizzere.
Figlio di un orologiaio francese di Savoia, Christiné nacque a Ginevra, in Svizzera. Iniziò a insegnare al liceo di Ginevra mentre continuava a interessarsi alla musica e a suonare l'organo in una chiesa locale. Conobbe una cantante il cui gruppo si era fermato a Ginevra e andò con lei a Nizza dove in seguito si sposarono. Si stabilì in Francia, scrivendo canzoni in primo luogo per sua moglie e poi per cantanti popolari come Félix Mayol, Dranem e Harry Fragson. Compose anche per il salone musicale di Place Clichy.

## Opere
- 1903 : Service d'amour, Bruxelles
- 1904 : Mam'zelle Chichi, Parigi
- 1907 : Les Vierges du harem, Bruxelles
- 1908 : Cinq minutes d'amour, Parigi
- 1918 : Phi-Phi, Parigi
- 1921 : Dédé, Parigi
- 1923 : Madame, Parigi
- 1925 : J'adore ça, Parigi
- 1926 : J'aime !, Parigi
- 1929 : Arthur, Parigi
- 1931 : Encore cinquante centimes (con Maurice Yvain), Parigi
- 1933 : La Madone du promenoir ; L'Affaire Brocs, Parigi
- 1934 : Le Bonheur, mesdames ! ; Au temps des Merveilleuses (con Tiarko Richepin)
- 1934 : La Poule ; Yana (con Tiarko Richepin)

### Canzoni
- La Petite Tonkinoise (1905)
- Elle est épatante
- Je connais une blonde
- Reviens
- Valentine